# 拉瑟福頓鎮區 (北卡羅萊納州拉瑟福縣)
拉瑟福頓鎮區（英語：Rutherfordton Township）是位於美國北卡羅萊納州拉瑟福縣的一個鎮區。

## 地方資料
拉瑟福頓鎮區的面積為68.63平方千米，皆為陸地。根據2020年美國人口普查的數據，當地共有人口12138人，而人口密度為每平方千米176.86人。